# Tamo daleko

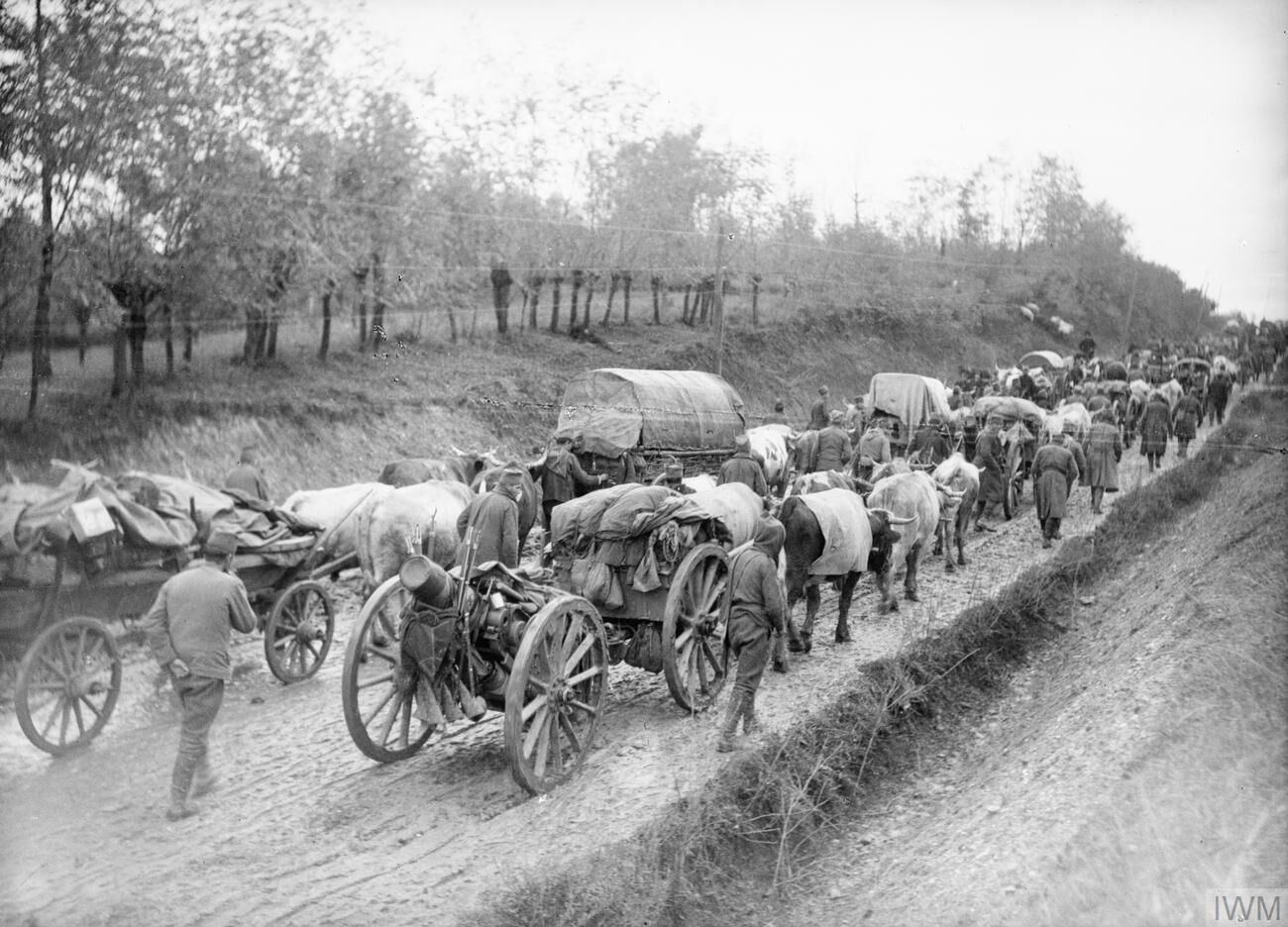
Soldados serbios replegándose a través de Albania durante el invierno de 1915

Tamo daleko (en español: Allí, muy lejos) es una pieza de música tradicional serbia que fue compuesta en la isla griega de Corfú en 1916, para conmemorar la retirada del Ejército Serbio a través de Albania durante la Primera Guerra Mundial. 
La canción se hizo muy popular entre los emigrados serbios después de la Primera Guerra Mundial e incluso se tocó en el funeral del inventor serbio Nikola Tesla en enero de 1943. Símbolo de la cultura y la identidad nacional de Serbia, llegó a ser vista como una forma de himno nacional serbio. En 2008, el historiador Ranko Jakovljević descubrió que el un músico aficionado Marorđe Marinković fue el compositor original de la canción.

## Historia

### Contexto
Durante la Primera Guerra Mundial, el ejército serbio se retiró a través de Albania después de que las Potencias Centrales invadieran el Reino de Serbia durante el invierno de 1915. Devastado por el hambre, las enfermedades y los ataques de bandas armadas, pudo reagruparse en la isla griega de Corfú, donde murieron muchos más soldados serbios. Los fallecidos fueron sepultados en el mar, por lo que los supervivientes llamaron a esas aguas el "cementerio azul".

### Canción

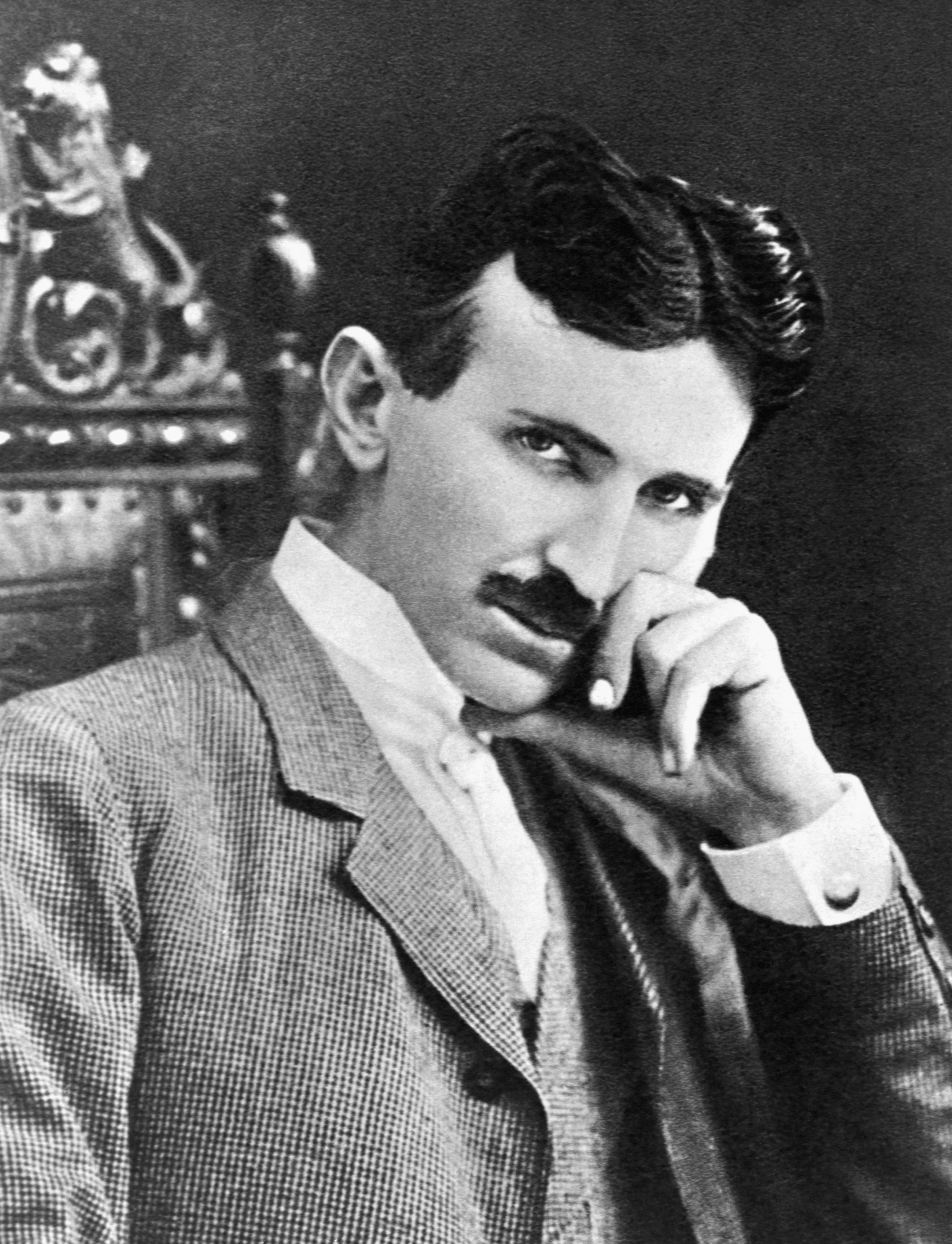
La canción fue interpretada en el funeral del inventor serbio Nikola Tesla

Tamo daleko es una canción tradicional serbia compuesta en 1916. Conmemora la retirada del ejército serbio a Corfú y gira en torno al tema de la pérdida y el anhelo de una patria lejana. Se interpreta en un metro triple. Cada estrofa comienza solemnemente en una clave menor repetida, antes de cambiar a la clave mayor dominante en la tercera línea de cada verso, simbolizando la esperanza, antes de regresar a la clave menor tónica repetida  del principio del siguiente terceto. El intérprete se describe a sí mismo como perteneciente a la tierra "donde el limonero florece amarillo" y se ve "muy lejos en la distancia, donde el sol brilla más", refiriéndose al pueblo donde nació. La mayoría de las versiones de la canción terminan con la línea "¡Viva Serbia!".
En abril de 1917, un grupo de serbioamericanos llamado "Tamburaško Pevačko Društvo" realizó una grabación de la canción. Hacia el final de la Primera Guerra Mundial, el Ejército Serbio acabó con la ocupación de las tropas austrohúngaras y búlgaras, y la melodía de Tamo daleko se hizo muy popular entre los emigrados serbios. La canción incluso se tocó en el funeral del inventor serbio Nikola Tesla en Nueva York en enero de 1943. Se prohibió junto con otras canciones en la Yugoslavia de Tito, porque aparentemente evocaba el resurgimiento del sentimiento nacional serbio. Aquellos que lo cantaban se exponían a ser procesados por las autoridades.
El historiador Andrej Mitrović escribe sobre el "aire nostálgico [y] la triste melodía de la canción". Sostiene que proporciona una gran perspectiva de la psicología colectiva y la moral general del ejército serbio durante el invierno de 1915. Afirma que, si bien la canción es nostálgica, la idea básica es la del optimismo. El periodista Roger Cohen describe "Tamo Daleko" como "el lamento de un pueblo desarraigado". El escritor Robert Hudson afirma que "un sentido de identidad primordial, vinculado a la familia y a la nación, está incrustado en la canción, con padre e hijo renunciando a sus vidas por la nación". Por su parte, el escritor Eric Gordy la describe como una de las canciones del nacionalismo serbio más reconocibles. Durante la Guerra Fría, los serbios en la diáspora comenzaron a verlo como una forma de himno nacional. La canción fue tan significativa como la Marcha del Drina en la historia de la música serbia, convirtiéndose en un poderoso símbolo de la cultura serbia y de la identidad nacional.
En 1964, apareció en la película búlgara El ladrón de melocotones. A principios de la década de 1990, la Radio Televisión Serbia emitió un documental que mostraba a veteranos serbios regresando a Corfú, con Tamo daleko tocada suavemente como música de fondo. Muchas variaciones del tema han sido cantadas por los voluntarios serbobosnios durante la Guerra de Bosnia. La canción sigue siendo popular entre los serbios en los Balcanes y en la diáspora, habiéndose grabado varias versiones modernas, especialmente por el músico Goran Bregović.

### Autor
La identidad del escritor y compositor de la canción permaneció desconocida durante muchas décadas. Varias personas afirmaron haber sido su autor original. Algunos sostuvieron que Milan Buzin, el capellán de la División Drina, había compuesto y escrito la canción. Otras fuentes afirmaban que Dimitrije Marić, el cirujano del tercer hospital de campaña de la división Šumadija, era el compositor. También se rumoreó que Mihailo Zastavniković, un profesor de Negotin, fue el compositor y escritor original e incluso que publicó una versión de la canción en 1926. En 2008, el historiador Ranko Jakovljević descubrió que Đorđe Marinković, un músico aficionado de Korbovo, cerca de Kladovo, fue el compositor y compositor original de la canción. Compuso Tamo daleko en Corfú en 1916 y se mudó a París después de la Primera Guerra Mundial, donde se aseguró los derechos de autor de la canción en 1922. Vivió en una relativa oscuridad hasta su muerte en 1977.

## Letra de la canción
Existen varias versiones de Tamo daleko. Una versión común es la siguiente:
| Tamo daleko, daleko od mora, Tamo je selo moje, tamo je Srbija. Tamo daleko, gde cveta limun žut, Tamo je srpskoj vojsci jedini bio put. Tamo daleko, gde cveta beli krin, Tamo su živote dali zajedno otac i sin. Tamo gde tiha putuje Morava, Tamo mi ikona osta, i moja krsna slava. Tamo gde Timok pozdravlja Veljkov grad, Tamo mi spališe crkvu, u kojoj venčah se mlad. Bez otadžbine, na Krfu živeh ja, Ali sam ponosno klic'o, Živela Srbija! |

| Allí, muy lejos, lejos del mar, Allí está mi pueblo, allí está Serbia. Allí, muy lejos, donde florece el limón amarillo, Había un único camino abierto al ejército serbio. Allí, muy lejos, donde florecen los lirios blancos, Allí padre e hijo juntos dieron sus vidas. Allí, donde viaja el silencioso Morava, Allí se quedó mi icono, y mi sagrada familia. Allí se quedó mi icono, y mi sagrada familia. Allí, donde el Timok saluda a Negotin, la ciudad de Veljko Allí quemaron mi iglesia, donde me casé cuando era joven. Sin mi tierra natal, viví en Corfú, Pero con orgullo grité: "¡Viva Serbia!" |